# جامعة موسكو التقنية الحكومية للطيران
جامعة موسكو التقنية الحكومية للطيران (بالروسية: российский государственный технологический университет имени. э.циолковского)، هي جامعة طيران مدني وعسكري تقع في مدينة موسكو عاصمة روسيا.

## التاريخ
تأسست الجامعة في عام 1932 بتأسيس مركز تعليم هندسة المناطيد التابع لوزارة أسطول الطيران المدني، وذلك بالانضمام إلى مدرسة الطائرات التابعة لمعهد لينينغراد لمهندسي أسطول الطيران المدني ومعهد موسكو للطيران. في عام 1939، أُعيد تنظيم المركز ليصبح معهد موسكو لمهندسي أسطول الطيران المدني، وسُمي تيمنًا بـ ك. إ. تسيولكوفسكي.

## الكليات والمعاهد
تتكون الجامعة من سبع كليات رئيسية وهي:
- كلية تكنولوجيا الفضاء الجوي
- كلية هندسة وتكنولوجيا الفضاء الجوي
- كلية إلكترونيات الطيران ونظم المعلومات
- كلية علوم المواد
- كلية الرياضيات التطبيقية والميكانيكا وعلوم الحاسوب
- كلية الاقتصاد والبيئة
- كلية العلوم الاجتماعية

## الطلاب
يدرس في جامعة موسكو التقنية الحكومية للطيران أكثر من 9500 في عام 2018، منهم 400 دراسات عليا و378 ماجستير ويدرس فيها 241 مدرس و1163 معلم. وهناك 489 من الطلاب الأجانب من 16 دولة مختلفة.